# سوسومو یوکوتا
سوسومو یوکوتا (ژاپنی: 横田 進؛ ۲۲ آوریل ۱۹۶۰ – ۲۷ مارس ۲۰۱۵) آهنگساز، موسیقی‌دان و دی‌جی اهل ژاپن بود. وی در سن ۵۴ سالگی پس از تحمل یک دورهٔ طولانی بیماری درگذشت. یکی از قطعات موسیقی فیلم بابل را او ساخته است.